# Orosz gazdasági válság
Az 1998-as orosz pénzügyi válság (más néven rubelválság vagy orosz influenza) 1998. augusztus 17-én érte el Oroszországot. Ennek eredményeként az orosz kormány és az Orosz Központi Bank leértékelte a rubelt, és államcsődöt jelentett. A válság súlyos hatással volt számos szomszédos ország gazdaságára. Eközben James Cook, az Egyesült Államok Oroszországi Befektetési Alapjának alelnöke szerint a válság lehetőséget adott Oroszországnak, hogy megtaníthassák az orosz bankokat eszközeik diverzifikálására. 

## Az események háttere és lefolyása
A csökkenő termelékenység, a magas rögzített árfolyam a rubel és a külföldi devizák között – a nyilvános zavar elkerülése érdekében –, valamint a krónikus költségvetési hiány volt oka a válságnak. A csecsenföldi első háború gazdasági költsége 5,5 milliárd dollárra becsülhető (ideértve a csecsen gazdaság újjáépítését) szintén hozzájárult a válsághoz. 1997 első felében az orosz gazdaság javulás jeleit mutatta. Nem sokkal ezután azonban a problémák elfajultak. 
Két külső sokk, az ázsiai pénzügyi válság, amely 1997-ben kezdődött, és az azt követő csökkenés a kőolaj és a színesfémek iránti keresletben (és ezáltal árukban) súlyosan befolyásolta az orosz devizatartalékokat.
Mindezt egy politikai válság is tetézte márciusban, amikor az orosz elnök, Borisz Jelcin váratlanul leváltotta Viktor Csernomirgyin miniszterelnököt és az egész kabinetet 1998. március 23-án. Jelcin a 35 éves Szergej Kirijenko energiaügyi miniszter bízta meg a miniszterelnöki feladattal. 
1998. május 29-én Jelcin kinevezte Borisz Fjodorovot az állami adóhivatal élére. 
A valuta leértékelődésének és a tőkekiáramlás megakadályozása érdekében Kirijenko 1998 júniusában 150%-ra emelte a GKO kamatlábait. 
A Nemzetközi Valutaalap 1998. július 13-án egy 22,6 milliárd dolláros pénzügyi támogatást ajánlott fel az orosz piac stabilizálására.
1998. május 12-én a szénbányászok sztrájkoltak a kifizetetlen bérek miatt, akadályozva a transzszibériai vasút forgalmát. 1998. augusztus 1-ig körülbelül 12,5 milliárd dollárra rúgott az orosz munkavállalók felé a tartozás. 1998. augusztus 14-én az orosz rubel és az amerikai dollár árfolyama továbbra is 6,29 volt. Az orosz államadósság havi kamatkötelezettsége 1998. júliusában 40%-kal haladta meg a havi adókból befolyó bevételt. 
Ezenkívül 1998. július 15-én a baloldali pártok által uralt Állami Duma (az Oroszországi Föderáció Szövetségi Gyűlésének (parlamentjének alsóháza) megtagadta a kormány válságellenes tervének nagy részének elfogadását, így a kormány kénytelen volt az elnöki rendeletekre támaszkodni. Július 29-én Jelcin megszakította Valdai Hills-i vakációját, és Moszkvába repült, miközben a kabinet átrendeződésétől félt, de csak Nyikolaj Kovaliovot, a szövetségi biztonsági szolgálat vezetőjét váltotta le és nevezte ki helyére Vlagyimir Putyint. 
Abban az időben Oroszország a lebegő árfolyamrendszer politikáját alkalmazta, ami azt jelentette, hogy a Központi Bank döntése alapján a rubel-dollár (vagy RUB/USD) árfolyam egy adott intervallumon belül mozoghat csak. Ha a rubel azzal fenyeget, hogy ezen a tartományon (vagy "sávon") kívül esik, akkor a Központi Bank beavatkozik azzal, hogy a devizatartalékokat csökkenti. Például a válság előtti év során a Központi Bank 5,3–7,1 RUB/USD közötti lebegő árfolyamsávot tartott fenn, ami azt jelenti, hogy rubelt vásárolt, ha a rubel gyengült (piaci árfolyam a 7,1 RUB/USD árfolyam közelébe került). Illetve rubelt adtak el, és a devizatartalékokat növelték, ha a piaci árfolyam 5,3 RUB/USD árfolyam felé haladt. 
Az orosz kormány tehetetlensége, illetve a a befektetők bizalmának elvesztése láncreakciót indított be. A befektetők meg akartak szabadulni - többek között - rubelben tartott devizatartalékuktól és egyéb más orosz értékpapírjaiktól, ezzel a Központi Bankot a rubel árfolyamának lebegő árfolyamrendszerben tartása érdekében arra kényszerítették, hogy tovább csökkentsék a devizatartalékukat. Ez tovább csökkentette a befektetői bizalmat a rubel felé. Becslések szerint 1997 októbere és 1998 augusztusa között a Központi Bank körülbelül 27 milliárd dollár devizatartaléktól szabadult meg, hogy a rubelt a meghatározott árfolyamsávon belül tarthassa.

## A válság és következményei
1998. augusztus 17-én az orosz kormány leértékelte a rubelt, államcsődöt jelentett, és moratóriumot hirdetett a külföldi adósságuk visszafizetésére. Aznap az orosz kormány és az Orosz Központi Bank "Közös Nyilatkozatot" tett közzé, amely kijelentette, hogy:
1. a rubel/dollár kereskedési sáv 5,3–7,1 RUB/USD-ről 6,0–9,5 RUB/USD-re változik;
2. Oroszország rubelben denominált adósságát egy későbbi időpontban bejelentett módon átalakítanák;
3. és az orosz bankok tömeges becsődölésének megakadályozása érdekében, ideiglenes 90 napos moratóriumot vezetnének be bizonyos bankkötelezettségek megfizetésére, ideértve bizonyos tartozásokat és határidős devizaszerződéseket.[4]

1998. augusztus 17-én a kormány kijelentette, hogy egyes állami értékpapírokat (GKO-k és OFZ-k) új értékpapírokká alakítanak át. 
Ugyanakkor a devizasáv kiszélesítése mellett azt is bejelentették, hogy szándékukban áll a RUB/USD árfolyam szabadabb mozgását is biztosítani a sávon belül. 
Az akkori moszkvai tőzsde (MICEX) napi hivatalos árfolyamot határozott meg interaktív aukciók sorozatán keresztül, a vevők és az eladók írásbeli ajánlata alapján. Amikor a vételi és eladási árak megegyeztek, rögzítették a hivatalos MICEX árfolyamot, amelyet azután a Reuters közzétett. A MICEX árfolyamot a bankok és a valutakereskedők világszerte használták (és használják) referencia-árfolyamként az orosz rubel és a deviza közötti tranzakciókhoz. 
1998. augusztus 17-25-ig a rubel folyamatosan leértékelődött a MICEX-en (6,43-ról 7,86 RUB/USD-ra). 1998. augusztus 26-án a Központi Bank megszüntette a dollár-rubel kereskedelmét a MICEX-en, illetve a MICEX aznap nem rögzítette a rubel-dollár árfolyamot. 
1998. szeptember 2-án az Orosz Föderáció Központi Bankja úgy döntött, hogy feladja a lebegő árfolyam-politikáját, és a rubelt szabadon 'lebegteti', azaz az árfolyamot kizárólag a keresleti és kínálati hatások befolyásolják. 1998. szeptember 21-ig az átváltási árfolyam elérte a 21 RUB/SD-t, azaz a rubel eredeti értékének kétharmadát elvesztette kevesebb mint egy hónap alatt. 
1998. szeptember 28-án Borisz Fjodorovot felmentették az állami adószolgálat vezetői posztjáról. 
A közös nyilatkozat által elrendelt moratórium 1998. november 15-én lejárt, az orosz kormány és a Központi Bank nem újította meg azt. 

### Infláció
Az orosz infláció 1998-ban elérte a 84 százalékot. Sok bank, köztük az Inkombank, Oneximbank és Tokobank csődöt jelentettek a válság következtében. 

### Politikai kudarc
A pénzügyi összeomlás politikai válságot eredményezett, mivel Jelcinnek megszűnt a belső támogatása, a parlamentben a megerősödött ellenzékkel kellett szembenéznie. Egy héttel később, 1998. augusztus 23-án Jelcin kirúgta Kirijenkót, és bejelentette szándékát Csernomirgyin hivatalba való visszatérésének, mivel az ország egyre mélyebbre kúszott a gazdasági zavarokba. Elsősorban erőteljes üzleti érdekek és a félelem miatt egy újabb reformcsomagtól, amely akár vezető nagyvállalkozások újabb csődjéhez vezethetett volna, üdvözölték Kirijenko bukását, ahogy a kommunisták is. 
Jelcin, aki egészségi állapotának romlása miatt elvesztette hatalmát, Csernomirgyint vissza akarta venni, ám a jogalkotó megtagadta a jóváhagyását. Miután a Duma kétszer elutasította Csernomirgyin jelölését, Jelcin egyértelműen csökkent hatalma egyértelművé vált. Ehelyett Jevgenyij Primakov külügyminisztert nevezte ki, akit 1998. szeptember 11-én az Állami Duma túlnyomó többséggel jóváhagyott. 
Primakov kinevezése helyreállította a politikai stabilitást, mivel kompromisszumos jelöltnek tekintették, amely képes meggyógyítani az oroszországi különböző érdekcsoportok közötti szakadékot. Primakov megígérte, hogy kormányának elsődleges prioritásaként fogja fizetni a béreket és a nyugdíjakat, és meghívta a kabinetbe a vezető parlamenti frakciók tagjait. 
A kommunisták és az Oroszországi Független Szakszervezetek Szövetsége országos sztrájkot rendezett 1998. október 7-én, és felszólította Jelcin elnököt, hogy mondjon le. 

## Felépülés
Oroszország meglepő sebességgel épült fel az 1998. augusztusi pénzügyi válságból. A fellendülés fő oka az, hogy az olaj világpiaci ára gyorsan növekedett 1999–2000 között, és Oroszország kereskedelmi mérlege nagy mértékű többletet mutatott 1999-ben és 2000-ben is. Egy másik ok az, hogy a hazai iparágaknak, többek között az élelmiszer-feldolgozó iparnak is kedvezett a leértékelődés, mivel az importált áruk ára hirtelen növekedett.
Mivel Oroszország gazdasága nagy mértékben csere és más nem monetáris csereeszközökön működött, így a pénzügyi összeomlás sokkal kevésbé gyakorolt hatást termelőkre, mintha a gazdaság egy bankrendszertől függne. Végül a gazdaságot segítette a készpénz infúziója. Mivel a vállalkozások képesek voltak a tartozások megfizetésére a bérek és adók visszafizetésével, az orosz ipar által gyártott termékek és szolgáltatások iránti fogyasztói kereslet növekedni kezdett.

## Fordítás
- Ez a szócikk részben vagy egészben  a(z)   1998 Russian financial crisis című angol Wikipédia-szócikk ezen változatának fordításán alapul.  Az eredeti cikk szerkesztőit annak laptörténete sorolja fel. Ez a jelzés csupán a megfogalmazás eredetét és a szerzői jogokat jelzi, nem szolgál a cikkben szereplő információk forrásmegjelöléseként.